# Kōsei Tani
Kōsei Tani (japanisch 谷 晃生 Tani Kōsei; * 22. November 2000 in Sakai, Präfektur Osaka) ist ein japanischer Fußballspieler.

## Karriere
Tani erlernte das Fußballspielen in der Jugendmannschaft von Gamba Osaka. Hier unterschrieb er 2018 auch seinen ersten Profivertrag. Der Verein aus Suita spielte in der höchsten Liga des Landes, der J1 League. 2020 wurde er für drei Spielzeiten an den Ligakonkurrenten Shonan Bellmare ausgeliehen. Für Shonan stand er 90-mal zwischen den Pfosten. Nach der Ausleihe kehrte er im Januar 2023 zu Gamba zurück. Im August 2023 wechselte er auf Leihbasis zum belgischen Zweitligisten F.C.V. Dender E.H. Für den Verein aus Denderleeuw stand er einmal zwischen den Pfosten. Nach der Ausleihe kehrte er kurzfristig zu Gamba zurück. Der Erstligaaufsteiger FC Machida Zelvia lieh ihn am 1. Februar 2024 für eine Spielzeit aus. Hier bestritt er 37 Erstligaspiele. Nach der Ausleihe wurde er Anfang 2025 fest von Machida unter Vertrag genommen.